# Меламе
Меламе (итал. Mellame) је насеље у Италији у округу Белуно, региону Венето.
Према процени из 2011. у насељу је живело 290 становника. Насеље се налази на надморској висини од 469 м.